# Antiphon (Musik)
Antiphon (Femininum, reformierte Schreibweise Antifon; von altgriechisch ἀντίφωνος antiphonos „entgegentönend“) bedeutet Gegengesang oder Wechselgesang. Der Begriff bezeichnet sowohl eine Art des Musizierens (Antiphonie) als auch spezifische Stücke dieser Art, insbesondere in der Kirchenmusik.

## Antiphonie
Antiphonie in weiterem Sinne ist in allen Kulturen und zu allen Zeiten anzutreffen. Man versteht darunter die antiphonale Art des Musizierens, bei der vorgegebene musikalische Elemente zwischen mehreren Stimmen oder Instrumenten abwechselnd erklingen. Hierzu zählt in der Kirchenmusik neben dem schlichten Psalmengesang beispielsweise die Venezianische Mehrchörigkeit. Von der Antiphonie abzugrenzen ist die responsoriale Musizierweise (siehe hierzu Call-and-Response), bei der das Vorsingen/Vorspielen einer einzelnen Person oder einer Kleingruppe durch wiederkehrende, bestätigende Rufe, Ritornelle oder Refrains der Gemeinde / des Publikums / des Tutti beantwortet wird.

## Liturgie und Kirchenmusik
Siehe auch: Psalmodie
In der Kirchenmusik waren Antiphonen bereits im Ambrosianischen Gesang gebräuchlich.
Im engeren Sinne bezeichnet Antiphon im gregorianischen Choral einen Vorvers, Kehrvers oder Refrain, der Verse eines Psalms oder eines Canticums einrahmt. Er wird vor und nach den Versen gesungen, gegebenenfalls auch nach mehreren Versen wiederholt. Antiphonale Gesänge gibt es im Stundengebet und im Proprium der Messe, wo sie nach dem Kirchenjahr oder dem Fest des Tages wechseln. Der Text der Antiphon ist entweder dem Psalm entnommen, den er einschließt, oder aber der Liturgie des Tages – häufig der Epistel – und bildet somit ein kommentierendes oder reflektierendes Element des Gottesdienstes. 

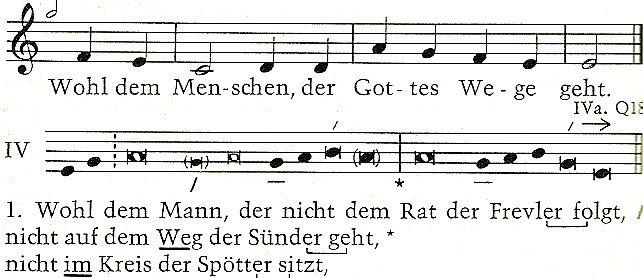
Antiphon und erster Psalmvers (weitere folgen)

Antiphonal werden diese Teile der Liturgie der Messfeier und des Stundengebetes genannt, weil die Psalmverse, die von der Antiphon eingerahmt sind, als Wechselgesang zwischen zwei Chören oder zwischen Vorsänger(n) und Schola oder Gemeinde vollzogen werden, aber auch, weil sich Antiphon und Verse in innerer Spannung gegenüberstehen. 
Antiphonale Gesänge begleiten innerhalb der Messfeier eine liturgische Handlung. Zu ihnen zählen der Introitus als Begleitgesang zum Einzug, das Offertorium als Begleitgesang zur Gabenbereitung und die Communio als Begleitgesang zur Kommunion. In ihrer Länge richten sie sich nach der Dauer der begleiteten Handlung, indem mehr oder weniger Verse oder auch nur die Antiphon allein gesungen werden. Die lateinischen Namen einiger Kirchensonntage (Gaudete, Judica, Laetare etc.) bestehen in der Regel aus den ersten Worten der Antiphon zum Introitus des jeweiligen Sonntags. Die übrigen Gesänge des Propriums, das Graduale und der Gesang vor dem Evangelium in der Messfeier, wie auch der Antwortgesang nach den Lesungen im Stundengebet, zählen zu den responsorialen Gesängen (siehe auch Responsorium). 

### Besondere Formen

#### Marianische Antiphonen
Marianische Antiphonen sind an die Gottesmutter gerichtete Gesänge. Die Bezeichnung Antiphon hat sich eingebürgert, obwohl es sich strenggenommen nicht um einen antiphonalen Gesang handelt, auch wenn früher auf den Choral ein kurzes Responsorium und eine Oration folgte. Im Stundengebet wird die der liturgischen Zeit im Kirchenjahr entsprechende marianische Antiphon als Schlussgesang am Ende des gemeinsamen täglichen Stundengebetes gesungen: Salve Regina, Alma redemptoris mater, Ave Regina caelorum, Regina coeli. Ihren Ort hat sie nach der Komplet, doch pflegt man sie schon nach der Vesper zu singen, wenn dies die letzte gemeinsame Gebetszeit des Tages ist. In vielen Regionen ist es auch Brauch, das Salve Regina beim Begräbnis einer Person des geweihten Lebens oder eines Priesters am Grab zu singen.

#### O-Antiphonen
In den letzten sieben Tagen des Advents sind die Antiphonen zum Canticum Magnificat in der Vesper Anrufungen, die sich auf messianische Titel Jesu Christi aus dem Alten Testament beziehen: O Weisheit, O Adonai, O Spross aus Isais Wurzel, O Schlüssel Davids, O Morgenstern, O König aller Völker, O Immanuel. Im römischen Stundenbuch gibt es sieben dieser O-Antiphonen, regional werden auch acht gesungen, im Mittelalter gab es bis zu zwölf.